# Hessische Fachstelle für Öffentliche Bibliotheken
Die Hessische Fachstelle für Öffentliche Bibliotheken ist seit 2005 eine Abteilung der Landesbibliothek Wiesbaden, die seit 2011 Teil der Hochschule RheinMain ist. Die Hessische Fachstelle hat neben Wiesbaden auch einen Standort in Kassel.
Als Fachstelle für öffentliche Bibliotheken ist sie eine Planungs- und Beratungsstelle für alle bibliothekarischen Fachgebiete.
Kunden sind hessische kommunale Bibliotheken und ihre Träger, kombinierte Stadt- und Schulbibliotheken sowie Schulen, die eine Bibliothek betreiben oder neu einrichten wollen.
1929 gegründet, ist die Hessische Fachstelle eine der ältesten Einrichtungen dieser Art in Deutschland.
Länderübergreifende Zusammenarbeit findet regelmäßig in der Fachkonferenz der Bibliotheksfachstellen in Deutschland statt.
Ziel der Arbeit ist, die Bibliothekslandschaft in Hessen weiterzuentwickeln, Kooperationen unter den Bibliotheken zu stärken (z. B. in Form von gemeinsamen Bibliotheksportalen wie der onleihe
Verbund Hessen) und durch gezielte Projektförderung strukturelle Unterschiede auszugleichen.
Die Hessische Fachstelle ist Ansprechpartner für fachliche, konzeptionelle und bibliothekspolitische Fragen und fördert die fachliche Kompetenz der Bibliotheksmitarbeiter mit einem gezielten Weiterbildungsprogramm.
Um die Leseförderung für Kinder zu unterstützen, kooperiert sie aktiv mit der Hessischen Leseförderung, eine Einrichtung des Hessischen Ministeriums für Wissenschaft und Kunst. Zudem bietet die Hessische Fachstelle leihweise thematische Medienkisten und Bilderbuchkinos an.
Integriert in die Hessische Fachstelle ist die Fachberatung Schulbibliothek. Diese hilft Schulen beim Aufbau und bei der Umgestaltung von Schulbibliotheken.

Als Teil des Netzwerks Forum Schulbibliothek bietet die Hessische Fachstelle neben der kompetenten Beratung aktive Unterstützung von Kooperationen sowie eine jährliche Fortbildungsreihe an.